# 短笛 (七龙珠)
比克 (日語：ピッコロ)，為鳥山明《七龙珠》原作漫畫中的角色。其名字源自於乐器短笛 (flauto piccolo)，日本語的聲優為古川登志夫。

## 人物設定
原為卡達茲的孩子，在幼年時代因為故鄉那美克星球的氣候發生嚴重異常變化，卡達茲將自己的孩子獨自搭乘宇宙船來到地球而幸免於難。但是隨著時間流逝，他忘記自己的真實姓名、那美克星的龍族身份。但是後來受到地球人的影響開始有了邪惡之心，他為了要成為神並將邪惡之心從內心驅除，而這個邪惡之心就成為“比克大魔王”。
在《七龍珠》裡有兩個名為比克的角色，兩個都自稱比克大魔王。第一個經常被稱為“大魔王”，第二個是大魔王分身出來的兒子－比克也被稱為“魔少年（マジュニア）”。在故事中出現的大部分都是指笛子魔童，首次於167單元出現。

### 比克大魔王
身高226cm、體重116kg。興趣是看到人們害怕的臉孔，最害怕的是魔封波。討厭的是「正義」與「和平」。戰鬥力值260。

### 比克
七龍珠歷史的Age753年5月9日生。成年後的身高226cm、體重116kg。興趣是在寧靜的地方打坐，最喜歡的食物是水。比克大魔王被少年悟空貫穿後，產下的蛋的分身也是輪迴轉世。鳥山曾說「魔少年就是獲得重生比克大魔王」在『七龍珠超全集』寫道「地球的神與之一心同體」、『七龍珠大全集』與『七龍珠超全集』也描述了魔少年與比克大魔王之間的關係。
在第23屆天下第一武道會時孫悟空為了對抗重生後的比克而參賽，比克也為父復仇而參加，最後悟空在決賽打敗比克取得優勝，因比克和神本來是同一個人的關係，若將比克殺死神也會死亡，龍珠也會消失，因此孫悟空放過比克。
在賽亞人篇因孫悟空的哥哥拉帝茲來襲並抓走孫悟空的兒子孫悟飯，起初比克先被拉帝茲找上，但實力相差太多，於是與孫悟空共同對抗拉帝茲而不敵，最後孫悟空犧牲自己的性命讓比克使出新絕招魔貫光殺砲將拉帝茲和孫悟空同時解決，因拉帝茲死前透露還有比他更強的賽亞人即將來臨，為了對抗賽亞人於是比克將孫悟飯帶走親自訓練他，期間也因孫悟飯的天真影響改變了心態，甚至在孫悟飯快要被殺時犧牲自己的性命救下悟飯。
弗力扎篇前期已經來到界王星上修行，並讓孫悟飯和克林使用納美克星的龍珠將自己復活和將他送往納美克星對抗弗力扎。比克被送到納美克星前往孫悟飯等人所在地的途中碰上奄奄一息的尼爾與之同化，即使實力大增依然不敵變身後的弗力扎。
在賽魯篇時，為了得到足以參戰的力量跟天神進行融合，成為了「超級納美克星人」，但僅能戰勝第一階段的賽魯，隨後錯失了機會殺掉賽魯。不過龍珠後期的反派角色越來越強，比克的戰力並沒有因應提高，所以便成為了二線角色，主要是突顯智慧方面及在精神時光屋訓練撒亞人。
而在《七龍珠超》比克開始照顧剛出生的小芳。超級英雄篇裡開始親自訓練小芳，也開始對孫悟飯和碧兒疏忽小芳與孫悟飯疏於鍛鍊而感到不滿，甚至與貝吉達一起痛斥將自己孫女給忘記的悟空。比克透過神龍許願讓自身解放潛能（同大長老給予悟飯、克林、丹丹解放潛能）並得到神龍給予的附加禮物獲得全新型態「橘色比克」。
在動畫原創的《七龍珠GT》在擊敗茲夫爾人貝比後，由於比克背負著終極七龍珠的責任，因此選擇留下與地球一起接受相同的命運，令終極七龍珠變成普通的石頭從此不再被使用。死後先是待在天堂，在超級17號篇為幫助悟空回到現世而來到地獄，最後留在地獄之中擔當管理員。
「Piccolo」在那美克語中是「另一個世界」的意思。

### 形態
- 同化

戰鬥型納美克星人皆可透過同化來增強實力，只有在對抗壞人時才會同化。
- 潛能解放

向神龍許願將自己的潛能全部引出，比克使用此形態時身體顏色會變成淺綠色。但實力不敵伽馬二號。
- 橙色比克

神龍附加的小禮物，與伽馬二號一戰時覺醒，全身變魁梧，身體顏色變成橙色。實力遠超過伽馬二號。